# Edmond O'Brien

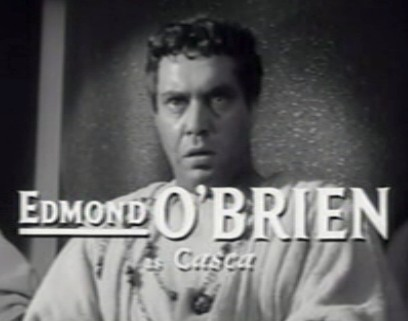
Presentación del actor, en el papel de Publio Servilio Casca, en el reclamo de la película de 1953 Julio César.

Edmond O'Brien (10 de septiembre de 1915 - 9 de mayo de 1985) fue un actor estadounidense ganador de un Óscar en la categoría de mejor actor de reparto y un Globo de Oro, ambos en 1955 por La condesa descalza.

## Trayectoria profesional
Nacido en Nueva York, se interesó por el mundo de la interpretación desde muy tierna infancia. A ello le ayudó su vecino, el famoso mago Harry Houdini. Abandonó sus estudios en la Fordham University para emprender interpretación en el Neighborhood Playhouse School of Theatre gracias a una beca. Al mismo tiempo trabajó como empleado de banca hasta embarcarse en el mundo de la interpretación en compañías de Broadway hasta que en 1937 se unió al Mercury Theatre de Orson Welles y actuó regularmente en programas de radio y en el teatro.
O'Brien realizó su debut en el cine en 1938 en papeles secundarios y poco a poco fue haciéndose un nombre en el mundo de Hollywood. El jorobado de Nuestra Señora de París (1939), de William Dieterle, y The Killers o Forajidos (1946), de Robert Siodmak, figuran entre lo mejor de esta primera etapa como actor. En esa época, se casó con la actriz Nancy Kelly en 1941, un matrimonio que sólo duró un año, y después con Olga San Juan, con la que tuvo una hija, Maria O'Brien, que también se dedicó al mundo de la interpretación. 
En la década de los 50, destacó en numerosas obras. Sobre todas ellas, la interpretación de un moribundo que busca desesperadamente a su asesino en sus últimas horas de vida en Con las horas contadas (1950), un excelente y poderoso thriller de Rudolph Maté. Pero tendría otras como Al rojo vivo (1949), El hombre que mató a Liberty Valance (1962), El hombre de Alcatraz (1962), El día más largo (1962) o Grupo salvaje (1969).
Ganaría un Óscar como mejor actor secundario por su papel en La condesa descalza (1954) y fue nominado en una segunda ocasión por su participación en Siete días de mayo (1964).
O'Brien moriría en Inglewood, California por la enfermedad de Alzheimer y fue enterrado en el cementerio de Holy Cross en Culver City. El actor tiene dos estrellas en el Paseo de la Fama de Hollywood situadas en el 1725 Vine Street y en el 6523 de Hollywood Boulevard.

## Filmografía
- 99,44% muerto (99 and 44/100% Dead) (1974), de John Frankenheimer.
- Lucky Luciano (1974)
- Sólo matan a su dueño (They Only Kill Their Masters) (1972), de James Goldstone.
- The Other Side of the Wind (1972)
- Dream No Evil (1970)
- The Love God? (1969)
- Flesh and Blood. (Flesh and Blood) (1968), de Arthur Penn.
- Grupo salvaje (The Wild Bunch) (1969), de Sam Peckinpah.
- Atraco al hampa (Le Vicomte règle ses comptes) (1967), de Maurice Cloche.
- Piel de espía (Peau d'espion) (1967), de Edouard Molinaro.
- Viaje alucinante (Fantastic Voyage) (1966), de Richard Fleischer.
- Synanon (1965)
- Sylvia (Sylvia) (1965), de Gordon Douglas.
- Río Conchos (Río Conchos) (1964), de Gordon Douglas.
- Siete días de mayo (Seven Days in May) (1964), de John Frankenheimer.
- El carnaval de la muerte (The Hanged man) (1964), de Don Siegel.
- El día más largo (The Longest day) (1962), de Andrew Marton, Bernhard Wicki, Ken Annakin y Darryl F. Zanuck.
- El hombre de Alcatraz (Birdman of Alcatraz) (1962), de John Frankenheimer.
- El hombre que mató a Liberty Valance (The Man Who Shot Liberty Valance) (1962), de John Ford.
- Piloto a la luna (Moon Pilot) (1962) de James Neilson.
- La última fuga (Man-Trap) (1961) de Edmond O'Brien.
- El gran impostor (The Great Impostor) (1961), de Robert Mulligan.
- ¡Allo!... le habla el asesino (The 3rd Voice) (1960), de Hubert Cornfield.
- El último viaje (The Last Voyage) (1960) de Andrew L. Stone.
- Infierno bajo las aguas (Up Periscope) (1959) de Gordon Douglas.
- L’ Ambitieuse (1959)
- Sing, Boy, Sing (1958)
- The World Was His Jury (1958)
- Stopover Tokyo (1957)
- Grandes Horizontes (The Big Land) (1957), de Gordon Douglas.
- The Girl Can't Help It (1956)
- Traidor a su patria (The Rack) (1956) de Arnold Laven.
- 1984 (1984) (1956) de Michael Anderson.
- Un grito en la noche (A Cry in the Night) (1956), de Frank Tuttle.
- 6 de junio: Día D (D-Day the Sixth of June) (1956) de Henry Koster.
- Los blues de Pete Kelly (Pete Kelly's Blues) (1955), de Jack Webb.
- La condesa descalza (The Barefoot Contessa) (1954) de Joseph L. Mankiewicz.
- Aventura en Shanghai  (The Shanghai Story) (1954) de Frank Lloyd.
- Burlando la ley (Shield for Murder) (1954) de Edmond O'Brien y Howard W. Koch.
- The Bigamist (1953)
- China Venture (1953)
- Julio César (Julius Caesar) (1953), de Joseph L. Mankiewicz.
- El autoestopista (The Hitch-Hiker) (1953), de Ida Lupino.
- Cow Country (1953)
- El hombre en las tinieblas (Man in the Dark) (1953) de Lew Landers.
- Un hombre acusa  (The Turning Point) (1952) de William Dieterle.
- Denver y Rio Grande (Denver and Rio Grande) (1952) de Byron Haskin.
- El mayor espectáculo del mundo (The Greatest Show on Earth) (1952), de Cecil B. De Mille.
- La senda de la guerra (Warpath) (1951), de Byron Haskin.
- Two of a Kind (1951)
- The Redhead and the Cowboy (1951)
- Silver City (Silver City) (1951) de Byron Haskin.
- El almirante era una dama (The Admiral Was a Lady) (1950), de Albert S. Rogell.
- Between Midnight and Dawn (1950)
- 711 Ocean Drive (1950)
- Con las horas contadas (D.O.A.) (1950) de Rudolph Maté.
- Backfire (1950)
- Al rojo vivo (White Heat) (1949) de Raoul Walsh.
- Task Force (1949) (voz)
- An Act of Murder (1948)
- Escuadrón de combate (Fighter Squadron) (1948), de Raoul Walsh.
- For the Love of Mary (1948)
- Another Part of the Forest (1948)
- Doble vida (A Double Life) (1947), de George Cukor.
- La araña (The Web) (1947) de Michael Gordon.
- The Killers (1946), de Robert Siodmak.
- Cita en los cielos (Winged Victory) (1944), de George Cukor.
- Mi encantadora esposa  (The Amazing Mrs. Holliday) (1943), de Jean Renoir y Bruce Manning.
- Powder Town (1942), de Rowland V. Lee.
- Obliging Young Lady (1942)
- Parachute Battalion (1941), de Leslie Goodwins.
- Gente alegre (A Girl, a Guy, and a Gob) (1941), de Richard Wallace.
- Esmeralda la zíngara (The Hunchback of Notre Dame) (1939), de William Dieterle.
- Prison Break (1938), como extra.

## Premios y distinciones
Premios Óscar
| Año  | Categoría              | Película            | Resultado |
| ---- | ---------------------- | ------------------- | --------- |
| 1955 | Mejor actor de reparto | La condesa descalza | Ganador   |
| 1965 | Mejor actor de reparto | Siete días de mayo  | Nominado  |